# لوسینه توماسیان
لوسینه توماسیان (ارمنی: Լուսինե Թովմասյան زاده ۲۵ ژوئیهٔ ۱۹۸۶) مسابقه‌دهنده زیبایی دختر شایسته اهل ارمنستان که برنده عنوان دوشیزه ارمنستان ۲۰۰۳ شد. وی زمانی که ۱۷ سال سن داشت در این مسابقه شرکت نمود. در مسابقه دختر شایسته اروپا در سال ۲۰۰۵ به مقام دوم رسید.